# Symphonie no 80 de Joseph Haydn
La Symphonie no 80 en ré mineur Hob. I:80 est une symphonie du compositeur autrichien Joseph Haydn. Composée en 1784, elle comporte quatre mouvements.

## Analyse de l'œuvre
1. Allegro spiritoso
2. Adagio
3. Menuet
4. Presto

Durée approximative : 25 minutes.

## Instrumentation
- une flûte, deux hautbois, deux bassons, deux cors, cordes.